# Stane Potokar
Stane Potokar, slovenski gledališki in filmski igralec, * 10. marec 1908, Ljubljana, † 8. april 1962, Ljubljana.
Potokar je študiral pravo in kot uradnik služboval v več krajih, obenem je igral v amaterskih gledališčih. Sčasoma se je razvil v znanega karakternega igralca in se po letu 1947 redno zaposlil v ljubljanski Drami. Po letu 1951 je nastopal tudi v filmih in radijskih igrah.

## Filmske vloge
- Trst  (1951)
- Jara gospoda  (1953)
- Trenutki odločitve  (1955)
- Tuđa zemlja  (1957)
- Quand vient l'amour  (1957)
- Jedini izlaz  (1958)
- Dobro morje  (1958)
- Grande strada azzura, La  (1958)
- Dobri stari pianino  (1959)
- Kota 905  (1960)
- Akcija  (1960)
- Legge di guerra  (1961)
- Družinski dnevnik  (1961)